# Vajra Varahi

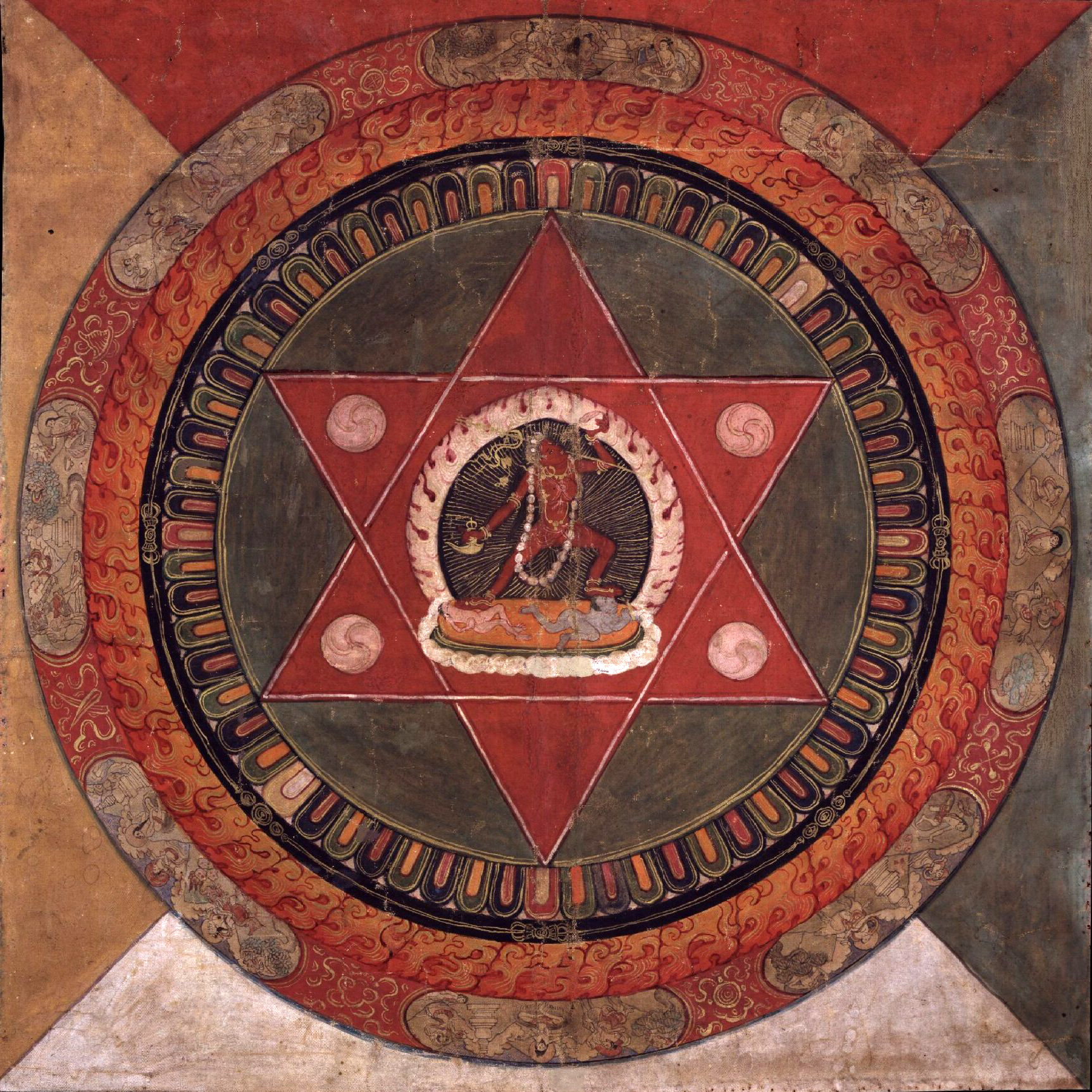
Peint au XIXe siècle ce mandala Tibetain de la tradition Naropa, Vajrayogini au centre dans deux triangles rouges entrecroisés, Rubin Museum of Art

Vajravārāhī (sanskrit : वज्रवारारी, littéralement, truie de dimant), traduit en tibétain par Dorjé P’akmo (tibétain : རྡོ་རྗེ་ཕག་མོ, Wylie : rdo rje phag mo), et en chinois par chinois : 金刚亥母 ; pinyin : Jīngāng hàimǔ (le 12e rameau correspondant au signe du cochon en astrologie chinoise et tibétaine), est une forme de Vajrayogini. Elle est la consœur de Cakrasamvara. De couleur rouge, elle tient un couperet courbe dans sa main droite, et une coupe crânienne dans sa main gauche ; un trident est posé au creux de son coude gauche.  
Elle représente la sagesse, considérée comme l'impératrice de la danse ou une représentation bouddhiste de Shakti. Vajravārāhī représente la passion et la compassion, l'ignorance autant que la sagesse de la matrice compatissante génératrice de tous les phénomènes. 
Elle apparaît notamment dans le Véhicule de la grâce édité par le 7e Gwalgang Drukpa dans le cadre des pratiques préliminaires. Les cinq compagnes de Padmasambhava, en particulier Yeshe Tsogyal (épouse de l'empereur Trisong Detsen, à l'apogée de l'Empire du Tibet, dans la seconde moitié du VIIIe siècle), sont considérées comme émanations de Vajravārāhī (voir l'article Dakini) et  .